# Metastatia rubroanalis
Metastatia rubroanalis är en fjärilsart som beskrevs av Rothschild. Metastatia rubroanalis ingår i släktet Metastatia och familjen björnspinnare. Inga underarter finns listade i Catalogue of Life.